# Kvaloni (Sujumi)
Kvaloni (en georgiano: ქვალონი) o Shvajvi (en abjasio: Шәаҳәы, romanizado: Shvajvy) es una aldea que pertenece a la parcialmente reconocida República de Abjasia, parte del distrito de Sujumi, aunque de iure pertenece al municipio de Sojumi de la República Autónoma de Abjasia de Georgia.

## Toponimia
Hasta 1948, la aldea se denominó Abazadagui (en georgiano: აბაზადაღი; en abjasio: Абазадар).

## Geografía
La aldea se administra desde el pueblo de Guma.   

## Demografía
La evolución demográfica de Kvaloni entre 1959 y 1989 fue la siguiente:
| 39                                                  | 0 |
| (Fuente: Population of Abkhazia since Soviet times) |   |

Antes de la guerra de Abjasia, la mayoría de la población local eran armenios.